# 天市右垣三
天市右垣三也称晋（武仙座κ，又名BD+17 2964，HD 145001、SAO 101951、HR 6008）是在星座武仙座的雙星，位于銀經31.02，銀緯43.64，其B1900.0坐标为赤經16h 3m 33.6s，赤緯+17° 43.64′ 48″。西方的固有名稱是 "Marfik"、"Marfak" 或"Marsic"，適從阿拉伯文的لمرفق Al-Mirfaq轉換過來的，意思是"肘狀物",，這個名字（或從這而導出的）與蛇夫座λ共用。

## 性質
天市右垣三在恆星分類上是G8 Ⅲ 的巨星，質量是3.0M☉，半徑是16 R☉，這顆恆星值得誇耀的是他的全波段光度是150L☉，它的視星等在最近被調整為5.1628。依巴谷任務估計它與地球的距離是120秒差距，或是390 ± 20 光年遠。

## 語源
在中國，天市右垣 ()的意思是天上市集的右牆，是由11顆星組成的星群，除了武仙座κ，其餘10分別是武仙座β、武仙座γ、長蛇座γ、長蛇座β、長蛇座δ、長蛇座α、長蛇座ε、蛇夫座δ、蛇夫座ε、蛇夫座ζ。而武仙座κ本身是第三顆星，所以被稱為天市右垣三，代表的是晉。此外，還有摩羯座36，也代表12國（星群）中的晉 。

## 外部連結
- Jim Kaler's Stars, University of Illinois: MARSIC (Kappa Herculis) （页面存档备份，存于）
- Hercules constellation map showing: κ Herculis （页面存档备份，存于）